# Karlstads universitet
Karlstads universitet (Kau) är ett svenskt statligt universitet, med drygt 1 300 anställda och cirka 19 000 studenter. Universitetet är beläget i stadsdelen Kronoparken, drygt fem kilometer nordost om Karlstads centrum. Karlstads universitet har omkring 75 utbildningsprogram och 750 kurser inom 50 ämnesområden inom humaniora, samhällsvetenskap, naturvetenskap, teknik, undervisning, vård och musik. Sedan 2002 är Musikhögskolan Ingesund i Arvika en del av Karlstads universitet och är den enda avdelningen som inte är belägen i Karlstad. Erfarenheten av utbildning sträcker sig tillbaka till 1843, då ett folkskollärarseminarium grundades i Karlstad. En filial till Göteborgs universitet etablerades i Karlstad 1967 och året därpå omvandlades folkskollärarseminariet till lärarhögskola. 1977 bildades Högskolan i Karlstad som gemensam huvudman för all akademisk utbildning i Karlstad, som ingick i Göteborgs högskoleregion. Högskolan omvandlades 1999 till Karlstads universitet. Det är således ett av landets yngre universitet.
År 2006 blev Karlstads universitet Sveriges första ECTS-ackrediterade lärosäte. Det nya biblioteket stod klart i januari 2002.  Efter det har universitetsområdet växt ytterligare med en ny byggnad för teknik och naturvetenskap, som invigdes i september 2008. Vid universitetet finns flera studentföreningar, Karlstads universitets Idrottsförening (KAUIF) och två körer, Sällskapet CMB och Söt Likör. Det finns ett studentbostadsområde nära universitetet, kallat Campus Futurum.

## Historia

### Folkskollärarseminariet i Karlstad 1843–1968

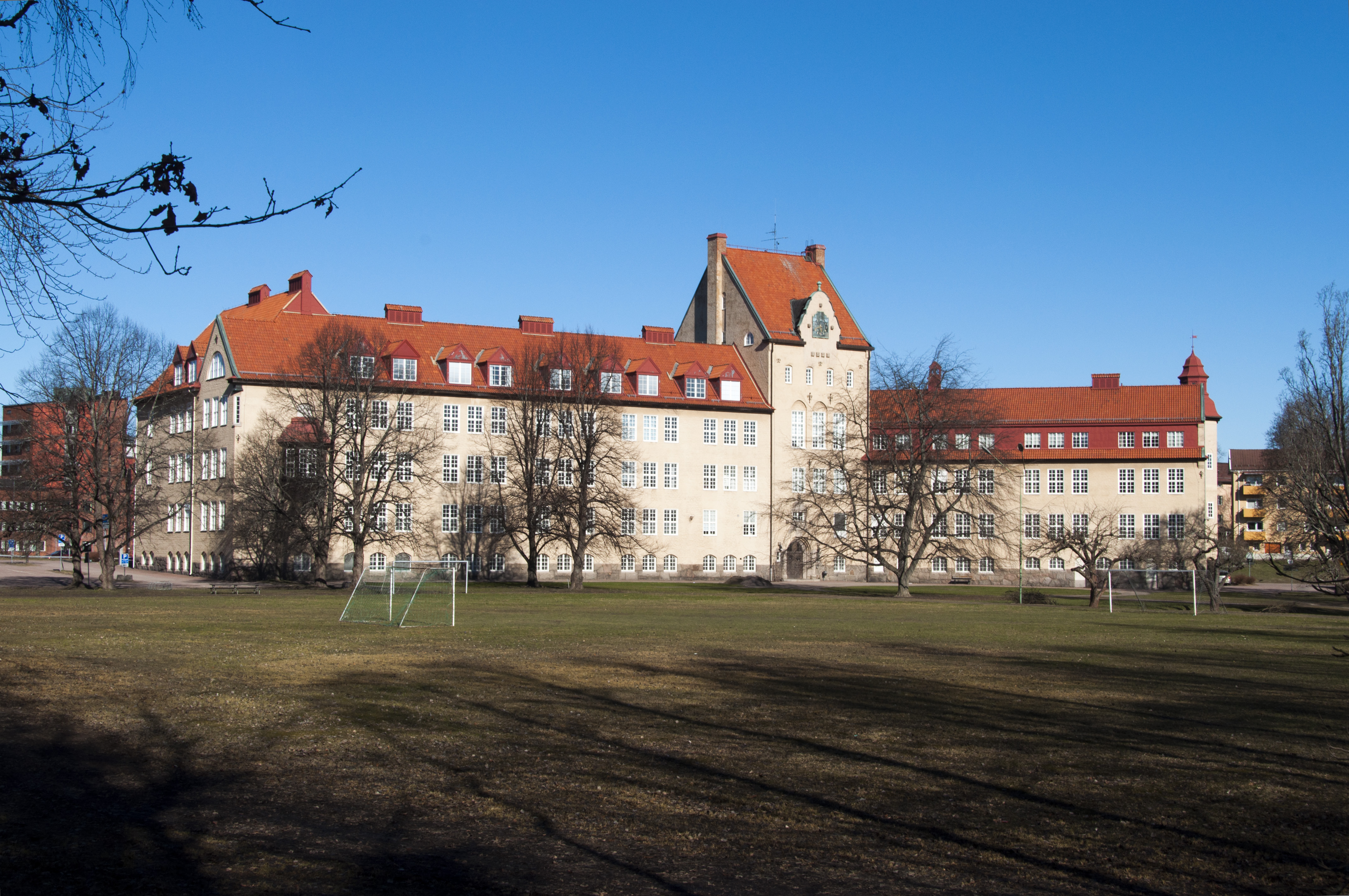
Gamla seminariet (numera Arkivcentrum Värmland).

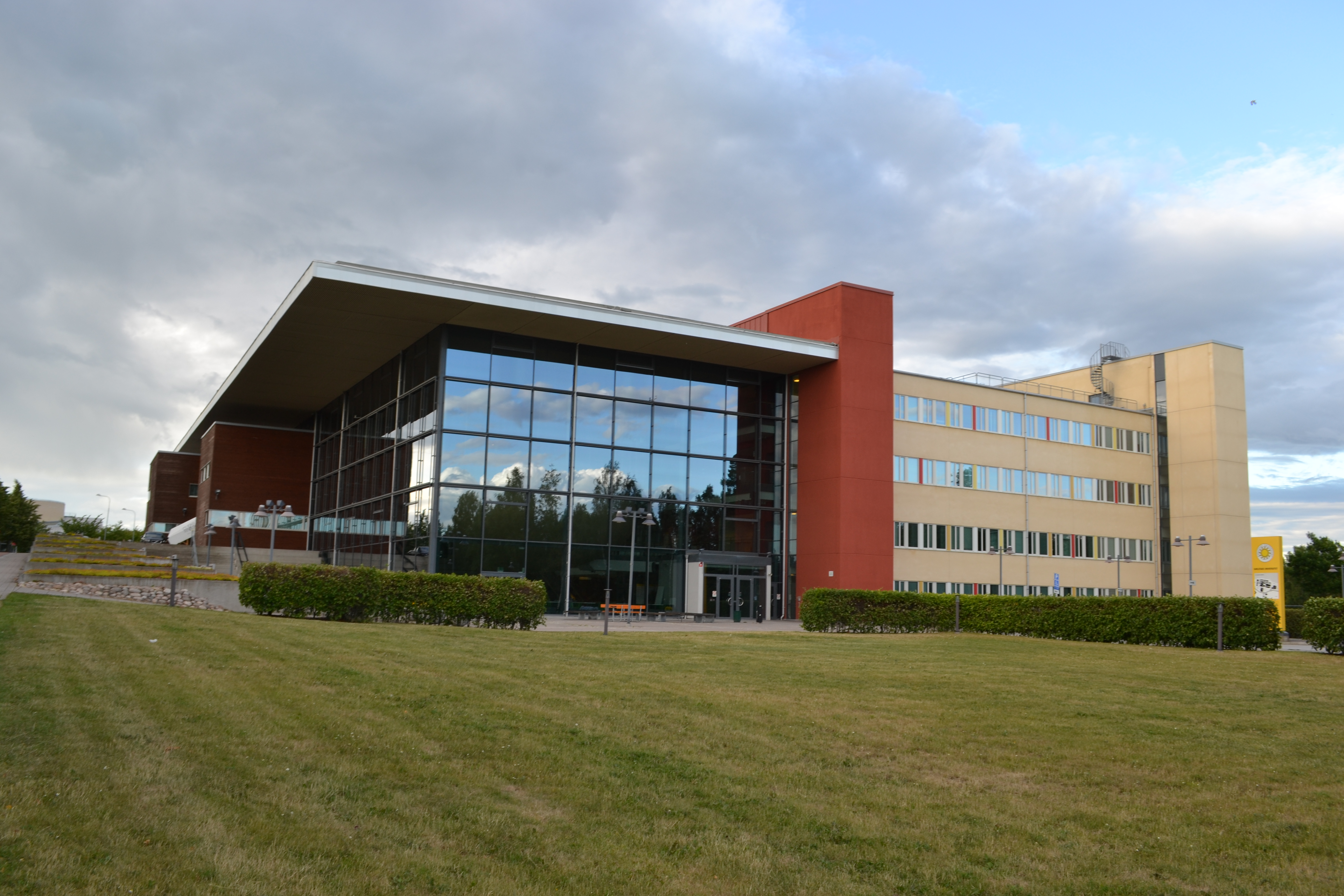
Hus 21, som inrymmer tekniska utbildningar.

Karlstads folkskollärarseminarium grundades 1843. Efter den stora branden i Karlstad 1865 flyttades seminariet en period till Värmlands Nysäter, men återkom snart till Karlstad. Det var en period på 1860-talet nedläggningshotat, men blev kvar efter en motion i riksdagen av biskop Anton Niklas Sundberg. Folkskollärarseminariet fick 1923 en ny byggnad i Marieberg i Karlstad, uppförd efter ritningar av Bror Almquist och idag använd som arkivcentrum. Från 1950-talet tog seminariet också emot kvinnliga seminarister.

### Universitetsfilialen i Karlstad 1967–1977
År 1963 tillsattes "kommittén för akademisk utbildning i Värmlands län" med landshövding Gustaf Nilsson som ordförande. Utredningen visade på gott rekryteringsunderlag för högskoleutbildning i Värmland, och i januari 1964 överlämnades en framställning till ecklesiastikministern Ragnar Edenman (S). Framställningen avsåg ett nytt universitet i Karlstad. På Värmlands Museum visades en utställning med förslag på placering av universitetet i staden. Planerna ändrades dock till en universitetsfilial i Karlstad (filial till Göteborgs universitet).
Universitetsfilialen i Karlstad öppnade den 1 juli 1967. Lärarhögskolan grundades 1968 genom en ombildning av folkskollärarseminariet. 1969 förlades också en filial till lärarhögskolan i Göteborg till Karlstad. I september 1967 bildades Karlstad studentkår.
Universitetsfilialen hade under de första åren sina lokaler utspridda i olika hyrda lokaler i centrala Karlstad, till exempel på Klaraborg och i Tempelriddarordens gamla hus. På Klaraborg användes också Klaraborgs herrgård som kårhus av Karlstad Studentkår fram till 2006. Efter att olika alternativ för egna lokaler för filialen utretts, beslutades slutligen att förlägga lärosätet till Kronoparken, som då var ett relativt nybyggt bostadsområde. Lokalerna på Kronoparken togs i bruk i januari 1974.

### Högskolan i Karlstad 1977–1998
År 1975 tillsattes organisationskommittén för Göteborgs högskoleregion, ett statligt organ med uppdrag att organisera statliga högskolor i Göteborg, Skövde, Borås och Karlstad, med riksdagsledamoten Christina Rogestam (C) som ordförande. Som ett led i den högskolereform som beslutades i riksdagen våren 1977, skulle all högskoleverksamhet i Karlstad bedrivas i en samlad organisation. I början av 1977 bildades en interimistisk högskolestyrelse, innan Högskolan i Karlstad bildades den 1 juli 1977.
Under 1970- och 1980-talen expanderade ekonomutbildningarna i Sverige och även i Karlstad. På forskningssidan valde Högskolan i Karlstad att kraftsamla kring tjänsteforskning och skapade 1986 Centrum för Tjänsteforskning, CTF.

### Karlstads universitet 1999–
Det var också under 1990-talet som visionen om att Högskolan i Karlstad skulle bli universitet utvecklades allt mer. Karlstadsmodellen för forskning etablerades och gästprofessorer knöts till de olika forskningsprofilerna. Doktorander fick sin utbildning i Karlstad genom samarbeten med universitet i Sverige och utomlands.
Regeringen beslutade den 9 juli 1998 att göra om högskolorna i Karlstad, Växjö och Örebro till Karlstads universitet, Växjö universitet och Örebro universitet med verkan från den 1 januari 1999.

## Organisation

### Fakulteter och institutioner

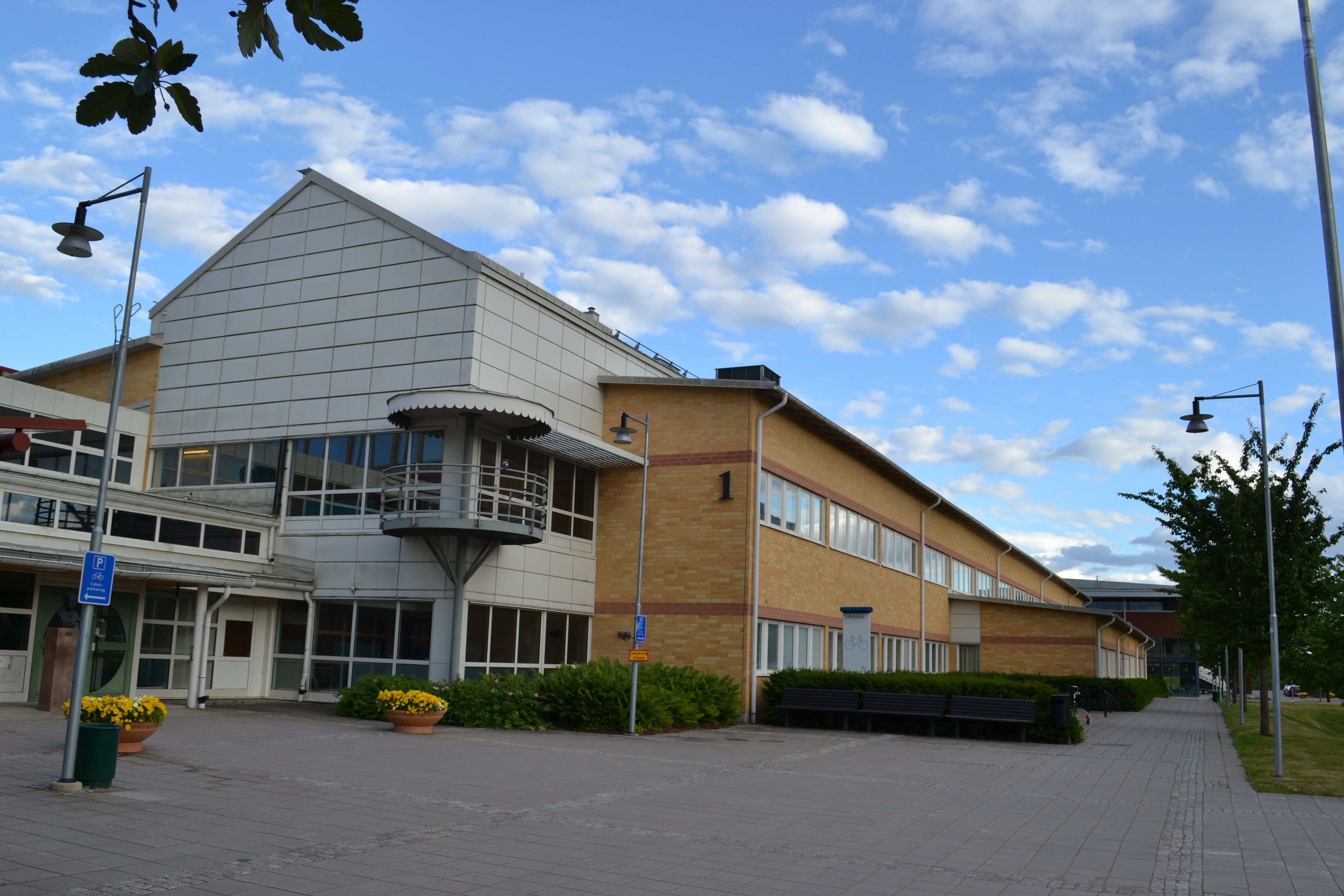
Hus 1D, som inrymmer vårdutbildningar.

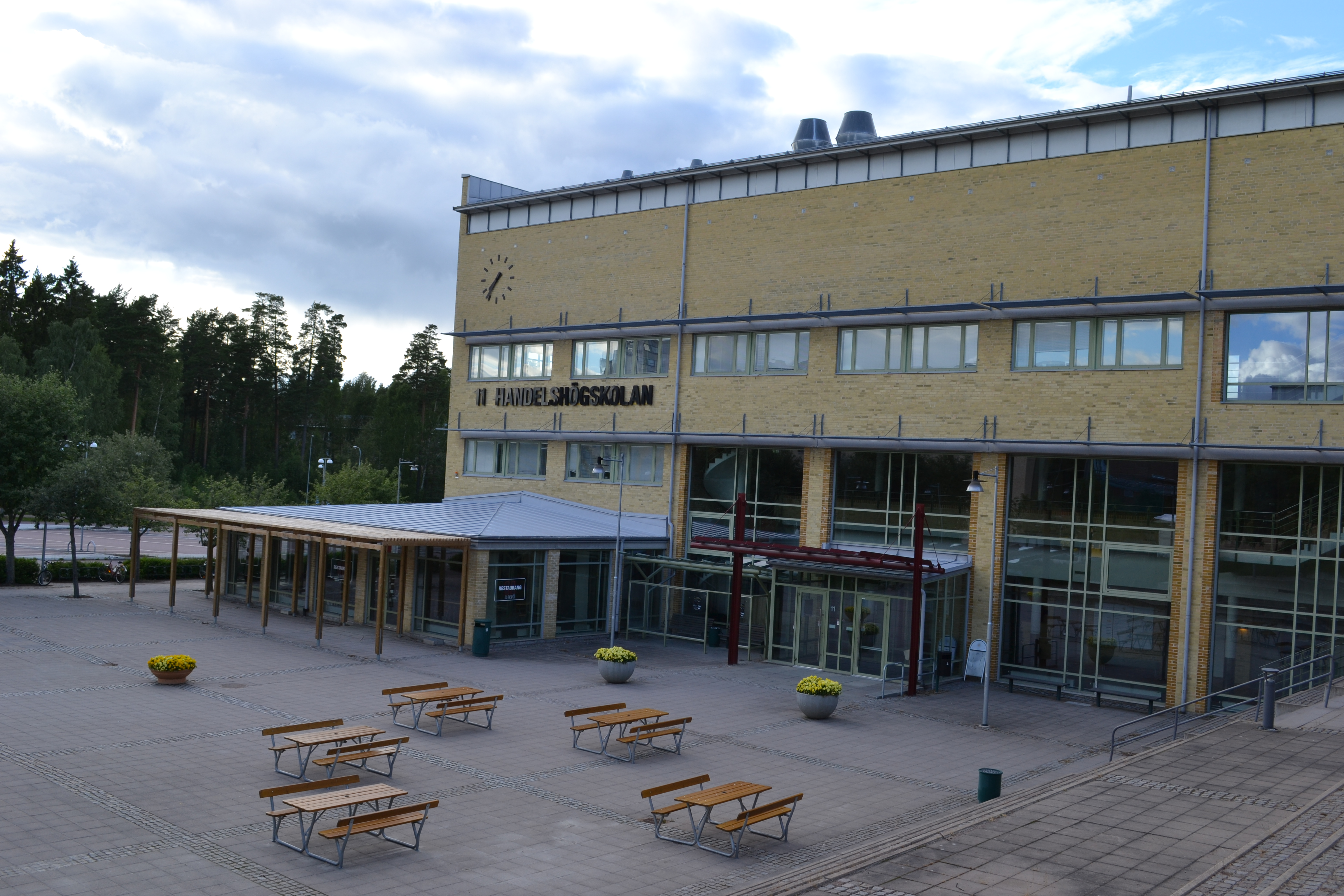
Hus 11, som inrymmer Handelshögskolan.

Den 1 januari 2013 genomfördes en omorganisering av universitetet, som därefter har två fakulteter: fakulteten för humaniora och samhällsvetenskap (HS) och fakulteten för hälsa, natur- och teknikvetenskap (HNT).
Vid sidan av fakultetsnämnderna finns en lärarutbildningsnämnd, som är en matrisorganisation för lärarutbildningen vid Karlstads universitet.
Vid fakulteten för humaniora och samhällsvetenskap finns sju institutioner:
- Handelshögskolan
- Institutionen för konstnärliga studier
- Institutionen för samhälls- och kulturvetenskap
- Institutionen för sociala och psykologiska studier
- Institutionen för språk, litteratur och interkultur
- Institutionen för geografi, medier och kommunikation
- Institutionen för pedagogiska studier

Vid fakulteten för hälsa, natur- och teknikvetenskap finns fem institutioner:
- Institutionen för miljö- och livsvetenskaper
- Institutionen för hälsovetenskaper
- Institutionen för ingenjörs- och kemivetenskap
- Institutionen för ingenjörsvetenskap och fysik
- Institutionen för matematik och datavetenskap

### Handelshögskolan vid Karlstads universitet
Handelshögskolan vid Karlstads universitet (engelska: Karlstad Business School) ingår som en institution i fakulteten för humaniora och samhällsvetenskap, och har ett fokus på ett tjänsteperspektiv. Bland handelshögskolans utbildningar på grundnivå finns civilekonomprogrammet,  fastighetsekonomi, turismprogrammet, IT-Design, IT, projektledning och affärssystem, webb och multimedia, personal och arbetsliv samt rättsvetenskap. På avancerad nivå tillkommer ett antal masterprogram inom dessa områden. Forskning bedrivs inom såväl ämnen som i samverkan med centrumbildningar, där CTF, Centrum för tjänsteforskning, är den mest betydelsefulla.

### Musikhögskolan Ingesund
Musikhögskolan Ingesund, som ligger i området Ingesund utanför Arvika, är sedan 2002 en del av Karlstads universitet. Musikhögskolan har sedan 1923 utbildat och fortbildat musiker, dansare samt musiklärare för kulturlivet, grundskolan, gymnasiet och för musik- och kulturskolan.

### Karlstads universitets uppdrags AB
Karlstads universitets uppdrags AB är Karlstads universitets helägda dotterbolag som sedan slutet av 2004 sköter affärerna runt all uppdragsutbildning på universitetet. Bolaget förmedlar, marknadsför, säljer, administrerar och kvalitetssäkrar uppdragen. Universitetet har arbetsgivare som kunder på den lokala, nationella och internationella marknaden. Den totala intäkten för uppdragsutbildning vid Karlstads universitet var 54,5 miljoner kronor (MSEK) år 2021.

## Ledning
Rektor vid Karlstads universitet är Jerker Moodysson, tidigare vd och dekan vid Internationella Handelshögskolan i Jönköping, som är en del av Stiftelsen Högskolan i Jönköping. Prorektor och rektors ställföreträdare är professor Margareta Friman och prorektor är Patrik Larsson. Universitetsstyrelsens ordförande är Pam Fredman.

### Lista över rektorer
Högskolan i Karlstad/Karlstads universitet
- 1977–1994: Lennart Andersson, professor i kulturgeografi
- 1995–2006: Christina Ullenius, professor i organisk kemi
- 2007–2011: Kerstin Norén, professor i svenska språket
- 2011–2017: Åsa Bergenheim, professor i idéhistoria och pedagogiskt arbete
- 2017–2022: Johan Sterte, professor i kemisk teknologi

Lärarhögskolan i Karlstad
- 1968–1976: Olof Ängeby, docent i geografi
- 1976–1977: Stig Thörn

Lista över styrelseordförande
- 2004–2010: Sture Nordh
- 2010–2013: Margareta Winberg
- 2013–2016: Gunnar Larsson
- 2016–2022: Karin Johansson
- 2022– Pam Fredman

## Studentkår och studentföreningar
Studentkåren vid Karlstads universitet heter Karlstad studentkår och grundades 1967.
Vid Karlstads universitet finns ett stort antal studentorganisationer som erbjuder en rad aktiviteter och evenemang för studenter under hela året. Dessa organisationer fokuserar ofta på ett specifikt studieområde eller intresse, och tillhandahåller ett sätt för studenter att få kontakt med andra som studerar inom samma område eller delar samma intresse. En av huvudaktiviteterna som anordnas av studentorganisationerna är den traditionella "nollning" som hålls i början av läsåret, det är ett sätt för nya studenter att bli bekanta med universitetet och få nya vänner, det är vanligtvis ett veckolångt evenemang där studenterna deltar i olika aktiviteter, spel och sociala evenemang. Det är ett sätt för studenterna att få kontakt med varandra och skapa en känsla av gemenskap. Förutom att anordna aktiviteter och evenemang fungerar studentorganisationerna också som en länk mellan studenterna och universitetet. De har ofta representanter i olika universitetskommittéer och är med och formar universitetspolitiken.
| Föreningsnamn                                                          | Program | Färg                              |
| ---------------------------------------------------------------------- | --- | --------------------------------- |
| Bamse (Bygg Alla Maskinare Samt Elektro)                               | Bygg-, maskin- och elektroingenjörsprogrammen, samt Energi, Miljöingenjörsprogrammet och Musik-Ljudingenjörsprogrammet                          | Aprikos                           |
| CURA (Caring, Understanding, Respect och Affection)                    | Sjuksköterskeprogrammet och Idrottsvetenskapligt program                                                                                        | Vita byxor med en mörkblå rand    |
| Idiot (Intresseföreningen för Design, Innovation och Teknik)           | Innovationsdesign och Teknik | Vita byxor med svart rand         |
| Inferno                                                                | Informationsprogrammet och kurser inom Medie- och Kommunikationsvetenskap (MKV)                                                                 | Svarta snickarbyxor med grön text |
| JFK (Juridiska föreningen i Karlstad)                                  | Rättsvetenskapliga samt juristprogrammet | Varselgula snickarbyxor           |
| Karlstads Ekonomistuderandes Förening                                  | Civil- och Ekonomprogrammet | Rosa                              |
| KNAS (Karlstads NAturvetar Studenter)                                  | Biologi, Kemi, Fysik, Matematik, Tekniskt Basår och Ämneslärare i Naturvetenskapliga ämnen.                                                     | Khaki m programfärgad revär.      |
| KRAMA – Kommunikation Räcker Armarna Mot Alla.                         | Medier och kommunikation – Visuell kommunikation och design eller Globala medier. Samt fristående inom Medie- och kommunikationsvetenskap (MKV) | Turkos                            |
| Kulting                                                                | Kulturvetareprogrammet | Mandarin                          |
| Linda Carlstad (LINjeförening för DAtavetare)                          | Dataingenjör-, IT-design-, datavetenskap- och webbutvecklarstudenter                                                                            | Bordeaux                          |
| LÄSK (LÄrarStuderande i Karlstad)                                      | Lärarprogrammen | Röd                               |
| LiGISt (LIinjeföreningen för GIS-ingenjörer vid Karlstads universitet) | GIS-ingenjörsprogrammet och lantmätarprogrammet                                                                                                 | Grå                               |
| Mexika                                                                 | Fastighetsekonomprogrammet | Blå                               |
| MiNK (Miljö, Natur I Karlstad)                                         | Miljövetenskapligt program | Gul                               |
| Pelikan                                                                | Personal- och arbetsliv | Lila byxor                        |
| SEKE – Civilingenjörerna Karlstad (gamla SEKE+CINK)                    | Civilingenjörer (Kemiteknik, Industriell Ekonomi, Maskinteknik, Energi och Miljöteknik samt Teknisk Fysik)                                      | Svart m gult                      |
| SPEX                                                                   | Socionom- och Psykologprogrammet | Mörkblå                           |
| SVIK (Samhällsvetare I Karlstad)                                       | Politices Kandidatprogrammet, Samhällsanalytikerprogrammet och Samhällsplanerarprogrammet                                                       | Vit                               |
| TURE (Turismvetenskap)                                                 | Turismprogrammet | Royalblå med gult                 |
| TEKLA                                                                  | Förening för kvinnor som läser teknisk eller naturvetenskaplig utbildning                                                                       | Har inte overall                  |
| Erasmus Student Network Karlstad (ESN Karlstad)                        | Utbytesstudenternas och internationella studenters förening. Föreningen välkomnar dock samtliga studenter på KAU                                | Limegrön                          |

Inaktiva föreningar
| Föreningsnamn                                                                     | Program                                                           | Färg                       |
| --------------------------------------------------------------------------------- | ----------------------------------------------------------------- | -------------------------- |
| Kapsyl (Föreningen finns inte kvar.)                                              | Gamla Systemvetenskap                                             | Babyblå                    |
| Kain                                                                              | De gamla energi- installation- eller miljöprogrammen              | Svart                      |
| Mysko (MultimediaYrkestudenter I Karlstads Området) (Föreningen finns inte kvar.) | Det gamla Multimediaprogrammet                                    | Mörkblå                    |
| SEKE - SEktionen för KEmiteknik (hopslagna med CINK, se nya SEKE)                 | Civilingenjörer och kemiingenjörer i kemiteknik                   | Gul labrock                |
| Emma                                                                              | Matematikekonomiprogrammet                                        | Ljusgrön                   |
| European Law Students' Association Karlstad (ELSA)                                | Rättsvetenskapliga samt juristprogrammet                          | Cobalt                     |
| European Students of Industrial Engineering and Management (ESTIEM)               | Civilingenjör Industriell ekonomi                                 | Har samma overall som SEKE |
| Kebab (Karlstads Egna Biomedicinska Analytiker och Biotekniker)                   | Biomedicinsk analytiker-, biotekniker- samt receptarieprogrammet. | Mörkgrön                   |
| ViSA (Vossare In Special Action)                                                  | Vård och stödsamordnarprogrammet (VoS).                           | Svarta byxor med grå text  |

## Kända personer
- Hans Bergström, statsvetare och journalist
- Dilsa Demirbag-Sten, författare och frilansjournalist
- Hans Ek, dirigent och arrangör
- Klas Hallberg, föreläsare och författare
- Anna Hedenmo, journalist och programledare
- Stefan Holm, före detta höjdhoppare.
- Fredrik Kempe, artist och låtskrivare
- August Olsson, författare (examen från Universitetets föregångare; Folkskollärarseminariet i Karlstad, då Värmlands Nysäter 1865)
- Annalena Persson, operasångerska
- Olof Persson, VD Volvo AB[14]
- Eva-Lis Sirén, tidigare förbundsordförande för Lärarförbundet
- Lennart Käll, tidigare bland annat VD för Svenska spel